# 費爾普斯 (紐約州村)
費爾普斯（英語：Phelps）是位於美國紐約州安大略縣的村。

## 人口
根據2020年美國人口普查的數據，費爾普斯的面積為3.00平方千米，皆為陸地。當地共有人口1851人，而人口密度為每平方千米617人。